# Zenão (retor)
Zenão (em latim: Zeno; em grego: Ζήνων; romaniz.: Zénon) foi um retor romano de origem grega que esteve ativo no Oriente em data desconhecida, talvez durante o século IV. Pouco se sabe sobre ele, exceto que foi professor de Sulpício Vitor 16 e que seu discípulo baseou seu trabalho nos escritos de seu mestre.